# Bakili Muluzi
Elson Bakili Muluzi (Machinga, 17 de marzo de 1943) es un empresario y político malauí. Fue el segundo presidente de Malaui, cargo que ejerció entre 1994 y 2004, tras suceder a Hastings Kamuzu Banda, que había gobernado el país en el marco de un régimen dictatorial desde su independencia, convirtiéndolo en el primer gobernante democráticamente electo en la historia de la nación africana. Fue fundador y líder del Frente Democrático Unido (UDF), uno de los primeros partidos opositores de Malaui.
Nacido en Machinga, en el sur de la entonces colonia británica de Nyasalandia (actual Malaui), miembro de la tribu yao y de religión musulmana, Muluzi cursó estudios en Educación Técnica en el Thirsted Technical College en Dinamarca y en la Universidad de Huddersfield, en el Reino Unido. Tras su regreso a Malaui, se unió al Partido del Congreso de Malaui (MCP), único partido legal del país en el marco del régimen de Banda. Durante la dictadura unipartidista, Muluzi ocupó numerosos cargos de peso. Fue elegido sin oposición como miembro de la Asamblea Nacional en 1973 y llegó a ser Secretario General del MCP. A principios de la década de 1980, anticipándose a una inminete purga contra la oposición real o percibida dentro del partido, Muluzi renunció en circunstancias poco claras, siendo acusado de corrupción en las finanzas partidarias. Durante la siguiente década se dedicó al sector privado. Fundó la empresa Ntaja Investments (dedicada al transporte y las propiedades) y una distribuidora de azúcar clandestina que le permitió dominar, en pocos años, la distribución del producto en el mercado negro del país. Esto le valió una sólida posición entre la élite económica de la región sureña más poblada del país. En 1992, en el marco de las protestas que resultaron en las negociaciones para una transición democrática en Malaui, Muluzi fundó el Frente Democrático Unido, partido político con base en el Sur, con fuerte apoyo entre los sectores empresariales y los funcionarios gubernamentales descontentos. Tras la instauración formal de la democracia multipartidista, se presentó como candidato en las primeras elecciones libres en 1994, obteniendo un amplio triunfo sobre Banda. Fue juramentado como presidente el 24 de mayo de 1994, protagonizando la primera transición política en la historia malauí.
El gobierno de Muluzi tuvo que hacer frente a la institucionalización del nuevo régimen democrático y encarar un cuadro económico complicado. Continuó con las políticas de liberalización económica y privatización impulsadas por el régimen de Banda durante sus últimos dos años en el poder y se apoyó principalmente en los consejos del Fondo Monetario Internacional y el Banco Mundial. Sin embargo, la situación del país se deterioró severamente durante los últimos años de la década de 1990, marcados por la devaluación y el aumento del desempleo. Muluzi respondió con la implementación de múltiples «programas de alivio de la pobreza», que fueron criticados por la oposición como meras redes clientelares. En lo político, Muluzi buscó ampliar su poder aliándose con la Alianza por la Democracia (AFORD), partido liderado por Chakufwa Chihana y poderoso en el Norte del país, logrando establecer una coalición con este entre 1994 y 1996, y nuevamente entre 2003 y 2004. Sin embargo, la presidencia de Muluzi vio un agravamiento de los conflictos regionales y las tensiones religiosas. Del mismo modo, la oposición acusó a Muluzi de socavar la democracia recién instaurada mediante la cooptación de instituciones, los intentos de censura de la prensa y la represión policial. Obtuvo una disputada reelección en 1999, en medio de acusaciones de fraude por parte de la oposición. Su segundo mandato estuvo marcado por escándalos de corrupción que debilitaron su posición política, así como la lucha dentro del UDF por su sucesión que provocó numerosas deserciones. Un intento de su parte por modificar la constitución para poder acceder a un tercer mandato se encontró con un profundo rechazo por parte de la clase política y el público en general. Apoyó a Bingu wa Mutharika como candidato del UDF en las elecciones de 2004 y, tras su disputada victoria (garantizada en gran medida por la base de votos sureños y la división de la oposición), le entregó el cargo en mayo de 2004.
Tras dejar la presidencia, Muluzi permaneció como líder político del UDF y buscó influir en las decisiones de Mutharika, lo que terminó precipitando un quiebre que llevó a su sucesor a dejar el partido en 2005 para fundar el Partido Demócrata Progresista. Tras la ruptura, Muluzi denunció a Mutharika como un traidor y se convirtió en uno de sus más acérrimos opositores. Fue arrestado dos veces en 2006, con hasta 86 cargos distintos por desvío de fondos, lavado de dinero y abuso de poder, pero fue finalmente liberado. Buscó presentarse como candidato presidencial en 2009, pero su candidatura (tras haber cumplido dos mandatos) fue judicializada y en última instancia rechazada como inconstitucional por el Tribunal Supremo. Anunció su retiro de la política activa en diciembre de ese mismo año. Su hijo Atupele Muluzi se hizo cargo del liderazgo del UDF. Sin embargo, el partido perdió gran parte de su base sureña ante el DPP, permaneciendo como una formación minoritaria con mayor apoyo en la esfera de influencia de los Muluzi en Machinga.
Muluzi es una figura controvertida en Malaui. Tanto en su carrera dentro del régimen de Banda como en su período presidencial fue denunciado por diversos actos de corrupción, muchos de los cuales nunca fueron esclarecidos. Sus partidarios constantemente lo retratan como un defensor del régimen democrático y la liberalización económica que fue clave para la institucionalización del país tras el final del régimen del MCP. Sus detractores descartan su presidencia como un período dominado por el caos económico, la corrupción y la brutalidad policial. Asimismo, a su administración se le atribuye constantemente la intensificación de una cultura política basada en la fragmentación regional entre el Norte, el Centro y el Sur que dominaría el debate público malauí durante décadas. Su intención declarada (finalmente fallida) de postularse a un tercer mandato provocó una gran polémica, y era impopular cuando dejó el cargo.